# Geoffrey Lloyd, Baron Geoffrey-Lloyd
Geoffrey William Lloyd, Baron Geoffrey-Lloyd PC (* 17. Januar 1902; † 12. September 1984) war ein britischer Politiker der Conservative Party, der mit Unterbrechungen 38 Jahre lang Abgeordneter des House of Commons war sowie mehrere Ministerposten bekleidete und 1974 als Life Peer aufgrund des Life Peerages Act 1958 Mitglied des House of Lords wurde.

## Leben

### Unterhausabgeordneter, Zweiter Weltkrieg und Informationsminister
Lloyd absolvierte nach dem Besuch der Harrow School ein Studium am Trinity College der University of Cambridge, das er mit einem Master of Arts (M.A.) abschloss. Während seiner Studienzeit war er 1925 auch Präsident der Cambridge Union Society, des Debattierclubs der Universität. Zu seinen Kommilitonen jener Zeit gehörte auch der spätere Historiker George Kitson Clark und der Geistliche Charles Hugh Egerton Smyth, der zwischen 1946 und 1956 Kanoniker der Westminster Abbey war.
Lloyd bewarb sich für die Conservative Party bei den Unterhauswahlen am 29. Oktober 1924 im Wahlkreis South East Southwark sowie bei den Unterhauswahlen vom 30. Mai 1929 im Wahlkreis Birmingham Ladywood jeweils ohne Erfolg für ein Abgeordnetenmandat im House of Commons, wobei er 1929 mit nur elf Stimmen unterlag. Nachdem er von 1926 bis 1929 Privatsekretär von Luftfahrtminister (Secretary of State for Air) Samuel Hoare war, fungierte er anschließend zwischen 1929 und 1931 als Privatsekretär von Premierminister Stanley Baldwin, der zuletzt Führer der Opposition (Leader of the Opposition) war.
Bei den Unterhauswahlen vom 27. Oktober 1931 wurde Lloyd schließlich im Wahlkreis Birmingham Ladywood erstmals als Abgeordneter in das House of Commons gewählt, wobei er sich mehr als deutlich gegen Wilfred Whiteley durchsetzen konnte, der den Wahlkreis gegen ihn noch 1929 für die Labour Party gewann. Diesmal ließ er Whiteley mit einer Mehrheit von 14.000 Stimmen hinter sich: Während er 23.057 Stimmen (71,8 Prozent) erhielt, konnte Whiteley nur 9057 Wählerstimmen (28,2 Prozent) erzielen. Den Wahlkreis vertrat er bis zu seiner Niederlage bei den Unterhauswahlen am 5. Juli 1945.
Im November 1935 wurde er in der Regierung von Premierminister Stanley Baldwin zum Parlamentarischen Unterstaatssekretär (Parliamentary Under-Secretary of State) in das Innenministerium (Home Office) berufen und behielt diese Funktion auch noch in der darauf folgenden Regierung von Premierminister Neville Chamberlain bis April 1939. Im Anschluss war er zunächst Staatssekretäre für Bergwerke (Parliamentary Secretary for Mines), ehe er danach im Kriegskabinett von Premierminister Winston Churchill zwischen Mai 1940 und Juni 1942 Staatssekretär für Erdöl (Parliamentary Secretary for Petroleum) war. Im Rahmen einer Neuordnung der Regierungszuständigkeiten war er von Juni 1942 bis Mai 1945 Parlamentarischer Sekretär für Erdöl im Ministerium für Brennstoffe und Energie (Ministry of Fuel and Power), das zu dieser Zeit von Minister Gwilym Lloyd George geleitet wurde. 1943 wurde er zudem zum Privy Councillor ernannt.
Zuletzt fungierte er vom 25. Mai bis zum 26. Juli 1945 als Nachfolger von Brendan Bracken als Informationsminister (Minister of Information) im Kabinett Churchill.

### Wahlniederlage, BBC-Gouverneur und Wiederwahl ins Unterhaus
Nach vierzehnjähriger Parlamentszugehörigkeit erlitt Lloyd bei den Unterhauswahlen am 5. Juli 1945 im Wahlkreis Birmingham Ladywood eine empfindliche Wahlniederlage gegen seinen Herausforderer von der Labour Party, Victor Yates. Während Yates 13.503 Stimmen (55,9 Prozent) erhielt, kam er selbst nur noch auf 10.657 Wählerstimmen (44,1 Prozent).
Nach seinem Ausscheiden fungierte er zwischen 1946 und 1949 als einer der Gouverneure der British Broadcasting Corporation (BBC).
Bei den darauf folgenden Unterhauswahlen am 23. Februar 1950 wurde Lloyd dann im Wahlkreis Birmingham King’s Norton wieder zum Abgeordneten in das House of Commons gewählt, in dem er diesen Wahlkreis bis zu dessen Auflösung zu den Unterhauswahlen am 26. Mai 1955 vertrat.

### Minister und Oberhausmitglied
Nach dem Wahlsieg der konservativen Tories bei den Unterhauswahlen vom 25. Oktober 1951 wurde Lloyd von Premierminister Churchill als Minister für Brennstoffe und Energie in dessen zweites Kabinett berufen und bekleidete diese Funktion auch im Kabinett von Churchills Nachfolger Anthony Eden noch bis zu seiner Ablösung durch Aubrey Jones am 20. Dezember 1955.
Nach Auflösung des Wahlkreises Birmingham King’s Norton wurde er bei den Unterhauswahlen am 26. Mai 1955 im Wahlkreis Sutton Coldfield wieder zum Abgeordneten in das House of Commons gewählt und vertrat diesen Wahlkreis als Nachfolger seines Parteifreundes John Mellor nunmehr bis zu den Unterhauswahlen am 28. Februar 1974.
Am 17. September 1957 berief ihn Premierminister Harold Macmillan als Nachfolger von Quintin McGarel Hogg zum Bildungsminister (Minister of Education) und behielt dieses Ministeramt, bis er am 14. Oktober 1959 durch David Eccles abgelöst wurde.
Bei den Unterhauswahlen am 28. Februar 1974 verzichtete Lloyd nach rund 38-jähriger Unterhausmitgliedschaft auf eine erneute Kandidatur und wurde daraufhin von seinem Parteifreund Norman Fowler als Abgeordneter im Wahlkreis Sutton Coldfield abgelöst.
Kurz darauf wurde er durch ein Letters Patent vom 6. Mai 1974 als Life Peer mit dem Titel Baron Geoffrey-Lloyd, of Broomfield in Kent, in den Adelsstand erhoben und gehörte als solcher dem House of Lords bis zu seinem Tod als Mitglied an. Zum Zeitpunkt seines Todes am 12. September 1984 gehörte Baron Geoffrey-Lloyd rund 48 Jahre lang dem Parlament des Vereinigten Königreichs an.